# Rostpipa
Rostpipa (Merismodes ochracea) är en svampart som tillhör divisionen basidiesvampar, och som först beskrevs av Hoffm. ex. Pers., och fick sitt nu gällande namn av Derek Reid. Rostpipa ingår i släktet Merismodes, och familjen Cyphellopsidaceae. Arten är reproducerande i Sverige.